# Condado de Vallcabra
El condado de Vallcabra es un título nobiliario español creado el 7 de abril de 1702 y por real carta de 20 de mayo de 1703, con el vizcondado previo de Vallcabra por real carta de la misma data, por el rey Felipe V de España a favor de Cristóbal de Potau y de Oller.

## Armas
De oro, un chevrón de gules acompañado de tres granadas de gules, rajadas de oro, hojada y tallada de sinople. Por lema "Agrio Dvlce".

## Condes de Vallcabra
|                                     | Titular                                 | Periodo               |
| Creación por Felipe V               | Creación por Felipe V                   | Creación por Felipe V |
| ----------------------------------- | --------------------------------------- | --------------------- |
| I                                   | Cristóbal de Potau y de Oller           | 1702-1706             |
| II                                  | José Fausto de Potau y de Ferrán        | 1706-1732             |
| III                                 | Carlos de Potau y de Dalmases           | 1732-1744             |
| IV                                  | Pablo de Potau y de Dalmases            | 1744-1781             |
| V                                   | Carlos Antonio de Azcón y de Potau      | 1781-1787             |
| VI                                  | Maria Josefa de Azcón y Magarola        | 1787-1819             |
| VII                                 | Maria del Pilar de Altarriba y de Azcón | 1819-1872             |
| Rehabilitación por Francisco Franco |                                         |                       |
| VIII                                | Carlos de Sabater y Gaitán de Ayala     | 1969-1988             |
| IX                                  | José Ramón de Sabater y Martínez        | 1988-2020             |
| X                                   | Emilio Neira de Sabater                 | 2020-actual titular   |

## Historia de los condes de Vallcabra
- Cristóbal de Potau y de Oller, I vizconde de Vallcabra luego I conde de Vallcabra, noble, señor de Sarreal, Cabra, Vallcervera y Conill, doctor en Derecho, regente del Real y Supremo Consejo de Aragón, oidor de la Real Audiencia de Cataluña, embajador del Principado de Cataluña ante la Corte de Su Majestad Católica, profesor de Derecho Civil de la Universidad de Barcelona, prócer en Cortes de Cataluña en 1701, hijo de José de Potau, de Sarreal, doctor en Derecho, del Real Consejo, oidor de la Real Audiencia de Cataluña, regente del Real y Supremo Consejo de Aragón, asesor de la Batllía General del Principado de Cataluña, elevado a la dignidad de caballero el 26 de abril de 1644 y de noble el 11 de enero de 1653, tío abuelo del I marqués de la Floresta, y hermano de Antonio de Potau y de Oller, noble, prócer en Cortes de Cataluña en 1701.

Le sucedió su hijo primogénito:
- José Fausto de Potau y de Ferrán, noble, II conde de Vallcabra, señor de Sarreal, Cabra, Vallcervera y Conill, protector del Brazo Militar, brazo en Cortes de Cataluña en 1713, elevado a I marqués de Vallcabra por el Archiduque-pretendiente Carlos de Austria el 24 de febrero de 1706 y por real carta de 24 de enero de 1709, hermano de Pedro de Potau y de Ferrán (Barcelona - ?), noble, prócer en Cortes de Cataluña en 1705.